# NGC 2578
NGC 2578 este o galaxie activă situată în constelația Pupa. A fost descoperită în 8 martie 1793 de către William Herschel.